# Distichoceras
Ne doit pas être confondu avec Distichocera.
Genre
Distichoceras est un genre d'ammonites de la famille Oppeliidae et de la sous-famille Distichoceratinae.

## Présentation
Le genre Distichoceras est décrit et publié par Munier-Chalmas en 1892.
Distichoceras est un membre de la famille des Haploceratacean, Oppeliidae, et un genre type de la sous-famille Distichoceratinae, trouvé dans les sédiments du Jurassique supérieur moyen et inférieur en Europe (France et Allemagne), en Algérie, en Inde et à Madagascar[réf. nécessaire].
La coquille est essentiellement évolutive et comprimée avec les flancs extérieurs convergeant vers un ventre étroit et caréné; les flancs intérieurs, qui peuvent être faiblement côtelés, sont séparés de l'extérieur par une rainure ou une bande en spirale peu profonde. Les côtes sur les flancs extérieurs se terminent ou sont bouclées sur de grands clavi (tubercules ou nœuds allongés) qui bordent le ventre, se tenant au-dessus de la quille.

## Espèces fossiles
L'espèce Distichoceras zeissi Théobald 1958, du Callovien de Palente près de Besançon, appartient à ce genre.